# Wendy Wasserstein
Wendy Wasserstein, född 18 oktober 1950 i Brooklyn i New York, död 30 januari 2006 på Manhattan i New York, var en amerikansk dramatiker samt Andrew Dickson White-professor vid Cornell University. Hon erhöll Tony Award for Best Play och Pulitzerpriset 1989 för pjäsen The Heidi Chronicles.

### Pjäser
- Third (2005)
- Psyche In Love (2003) -Tribeca Theater Festival
- Old Money (2000)
- An American Daughter (1997)
- The Sisters Rosensweig (1992)
- The Heidi Chronicles (1988)
- The Man in a Case (1985)
- Isn't It Romantic (1983)
- Tender Offer (1983)
- Uncommon Women and Others (1977)
- Any Woman Can't (1973)

### Filmmanus
- The Object of My Affection (1998)
- Tender Offer (1977)

### Böcker
- Wasserstein, Wendy (1990). Bachelor Girls. New York: Knopf. ISBN 0394561996
- Wasserstein, Wendy (1999). Pamela's First Musical. New York: Bt Bound. ISBN 0613085132
- Wasserstein, Wendy (2001). Shiksa Goddess: Or, How I Spent My Forties: Essays (First). New York: Knopf. ISBN 0375411658
- Wasserstein, Wendy (2005). Sloth (First). New York: Oxford University Press. ISBN 0195166302
- Wasserstein, Wendy (2006). Elements of Style: A Novel (First). New York: Knopf. ISBN 1400042313

### Essäer
- Wasserstein, Wendy (21 februari 2000). ”Complications”. The New Yorker. http://www.newyorker.com/archive/content/?060206fr_archive04. Läst 21 december 2008.

## Utmärkelser
- 1983: John Simon Guggenheim Fellowship
- 1989: Pulitzer Prize for Drama – The Heidi Chronicles
- 1989: Tony Award for Best Play – The Heidi Chronicles
- 1989: Outer Critics Circle Award – The Heidi Chronicles
- 1989: Drama Desk Award – The Heidi Chronicles
- 1989: Susan Smith Blackburn Prize – The Heidi Chronicles
- 1993: Outer Critics Circle Award – The Sisters Rosensweig
- 1993: William Inge Award för särskilda utmärkelser inom amerikansk teater
- 2007: American Theatre Hall of Fame